# Colbusa discrepens
Colbusa discrepens là một loài bướm đêm trong họ Noctuidae.